# Рубцовський район
Рубцо́вський район (рос. Рубцовский район) — район у складі Алтайського краю Російської Федерації.
Адміністративний центр — місто Рубцовськ, який не входить до складу району і утворює окремий Рубцовський міський округ.

## Історія
Район утворений 1924 року.

## Населення
Населення — 22765 осіб (2019; 24556 в 2010, 26407 у 2002).

## Адміністративний поділ
Район адміністративно поділяється на 17 сільських поселень (сільрад):
| Поселення                           | Площа, км² | Населення, осіб (2002) | Населення, осіб (2010) | Населення, осіб (2019) | Центр             | Населені пункти |
| ----------------------------------- | ---------- | ---------------------- | ---------------------- | ---------------------- | ----------------- | --------------- |
| Безрукавська сільська рада          | 216,27     | 2890                   | 2959                   | 2793                   | Безрукавка        | 7               |
| Бобковська сільська рада            | 238,11     | 1421                   | 1418                   | 1328                   | Бобково           | 3               |
| Великошовковниківська сільська рада | 137,74     | 732                    | 641                    | 557                    | Велика Шовковка   | 2               |
| Веселоярська сільська рада          | 293,41     | 5321                   | 4840                   | 4664                   | Веселоярськ       | 3               |
| Вишньовська сільська рада           | 74,20      | 694                    | 572                    | 506                    | Вишньовка         | 2               |
| Дальня сільська рада                | 291,90     | 1404                   | 1165                   | 983                    | Дальній           | 5               |
| Куйбишевська сільська рада          | 156,94     | 1372                   | 1338                   | 1278                   | Куйбишево         | 3               |
| Новоалександровська сільська рада   | 146,47     | 1302                   | 1154                   | 1166                   | Новоалександровка | 3               |
| Новоніколаєвська сільська рада      | 169,88     | 1808                   | 1478                   | 1301                   | Новоніколаєвка    | 3               |
| Новоросійська сільська рада         | 149,55     | 837                    | 769                    | 723                    | Новоросійський    | 3               |
| Новосклюїхинська сільська рада      | 253,96     | 1156                   | 1144                   | 1009                   | Новосклюїха       | 3               |
| Половинкинська сільська рада        | 140,77     | 1111                   | 1145                   | 1049                   | Половинкино       | 1               |
| Рокитівська сільська рада           | 494,14     | 1147                   | 1087                   | 968                    | Рокити            | 1               |
| Рубцовська сільська рада            | 199,40     | 2359                   | 2337                   | 2206                   | Зелена Дубрава    | 7               |
| Самарська сільська рада             | 139,18     | 1024                   | 992                    | 955                    | Самарка           | 2               |
| Саратовська сільська рада           | 87,61      | 859                    | 604                    | 455                    | Саратовка         | 1               |
| Тишинська сільська рада             | 115,25     | 970                    | 913                    | 824                    | Тишинка           | 2               |

## Найбільші населені пункти
Нижче подано список населених пунктів з чисельністю населенням понад 1000 осіб:
| № | Населений пункт | Населення, осіб (2002) | Населення, осіб (2010) |
| - | --------------- | ---------------------- | ---------------------- |
| 1 | Веселоярськ     | 5271                   | 4799                   |
| 2 | Безрукавка      | 1732                   | 1749                   |
| 3 | Половинкино     | 1111                   | 1145                   |
| 4 | Рокити          | 1147                   | 1087                   |